# El Manantial, Tierra Blanca
El Manantial är en ort i Mexiko.   Den ligger i kommunen Tierra Blanca och delstaten Veracruz, i den sydöstra delen av landet, 290 km öster om huvudstaden Mexico City. El Manantial ligger 132 meter över havet och antalet invånare är 319.
Terrängen runt El Manantial är platt, och sluttar österut. Runt El Manantial är det ganska tätbefolkat, med 65 invånare per kvadratkilometer. Närmaste större samhälle är Cosolapa, 18,4 km väster om El Manantial. Trakten runt El Manantial består till största delen av jordbruksmark.